# 索尼Xperia L
Sony Xperia L是Sony公司於2013年發佈的中低階手機，主打攝影功能，相機用上 800 萬像素 Exmor RS + VGA 視訊相機的組合，支援 HDR 拍照與錄影，再加上實體快門鍵，可做到快速啟動快拍功能。於2013年5月推出。

## 設計
Xperia L 套用了Sony的「燈光提示燈」設計。

## 硬件
Xperia L具備4.3吋TFT屏幕，解像度為 854x480。採用Qualcomm MSM8230 1GHz雙核心處理器，800萬像素Exmor RS鏡頭，30萬像素VGA前置鏡頭，內置1GBRAM、8GB快閃記憶體儲存，支援Micro-SD。

## 作業系統
Xperia L採用Android 4.1 Jelly Bean作業系統。
Xperia L用户请愿升级安卓 4.4.2(KitKat)
 （页面存档备份，存于）（英文）

## 顏色
顏色包括：
| 顏色 | 名稱 | 英語  |
| ---- | ---- | ----- |
|      | 黑色 | Black |
|      | 白色 | White |
|      | 紅色 | Red   |

## 外部連結
- 索尼官方網站 （页面存档备份，存于） 中文